# Paris-Roubaix 1992
Paris-Roubaix 1992 a fost a 90-a ediție a Paris-Roubaix, o cursă clasică de ciclism de o zi din Franța. Evenimentul a avut loc pe 12 aprilie 1992 și s-a desfășurat pe o distanță de 267 de kilometri până la velodromul din Roubaix. Câștigătorul a fost Gilbert Duclos-Lassalle din Franța de la echipa Z.

## Rezultate
| Loc | Concurent                     | Echipă              | Timp       |
| --- | ----------------------------- | ------------------- | ---------- |
| 1   | Gilbert Duclos-Lassalle (FRA) | Z                   | 6h 26' 56" |
| 2   | Olaf Ludwig (GER)             | Panasonic-Sportlife | +34"       |
| 3   | Johan Capiot (BEL)            | TVM–Sanyo           | +1' 22"    |
| 4   | Peter Pieters (NED)           | Tulip Computers     | +1' 22"    |
| 5   | Jean-Claude Colotti (FRA)     | Z                   | +1' 22"    |
| 6   | Etienne De Wilde (BEL)        | Team Telekom        | +1' 22"    |
| 7   | Johan Museeuw (BEL)           | Lotto–Mavic–MBK     | +1' 22"    |
| 8   | Nico Verhoeven (NED)          | PDM–Concorde        | +1' 22"    |
| 9   | Greg LeMond (USA)             | Z                   | +1' 22"    |
| 10  | Hendrik Redant (NED)          | Lotto–Mavic–MBK     | +1' 22"    |